# キッカーズ・オッフェンバッハ
キッカーズ・オッフェンバッハ（Kickers Offenbach）はドイツ・ヘッセン州・オッフェンバッハを本拠地とするサッカークラブチーム。1度の国内カップ戦優勝を誇る。ブンデスリーガでの最高最終順位は1部7位。オッフェンバッハの隣、フランクフルト・アム・マインを本拠地とするアイントラハト・フランクフルトとライバル関係にある。

## クラブの歴史
1901年に創設された。ブンデスリーガ発足以前、1950年と1959年にドイツ国内で準優勝を果たした。1953年には来日し日本代表と対戦した。ブンデスリーガ発足後、1960年代から70年代半ばまでは1部にも数期在籍し、最も輝かしい記録として1970年にカップ戦優勝を果たした。
しかし、70年代後半より低迷を続け、2部に在籍し続けた。1983年に1部復帰を果たすが1期で降格、さらに降格した年のリーグ戦で19位となり、レギオナルリーガ（3部リーグ）にまで降格した。低迷期はさらに続き、4部落ちも経験している。2005年、ようやくブンデスリーガ2部にまで復帰した。
06-07シーズン、最終戦を残した段階で降格圏内にいたが（16位。同勝点で4チームが並んでおり、得失点差により2チームが降格圏内、2チームが残留圏内であった）、最終戦に引き分けた事により逆転で2部残留（14位）を決めた。
07-08シーズンは最終戦を残した段階で残留圏内(12位)にいたが、最終戦で敗退し、3部降格(15位)が決まった。
2012-2013シーズン終了後、900万ユーロもの負債により経営破綻したため、リーグがライセンス更新を拒否。このため、3部に残留していた（15位）がレギオナルリーガへの降格を通告された。

## タイトル

### 国内タイトル
- DFBポカール:1回

1970

### 国際タイトル
なし

## 歴代所属選手
- ウーベ・バイン
- ニルス・テイシェイラ
- 澤田恒